# Stegolepis jauaensis
Stegolepis jauaensis är en gräsväxtart som beskrevs av Bassett Maguire. Stegolepis jauaensis ingår i släktet Stegolepis och familjen Rapateaceae. Inga underarter finns listade i Catalogue of Life.